# Chris Eubank
Christopher Livingstone Eubanks (født 8. august 1966 Dulwich, London, England), kendt som Chris Eubank er en britisk tidligere professionel bokser, der konkurrerede fra 1985 til 1998. Han var WBO mellemvægt og supermellemvægtverdensmester og er rangeret af BoxRec som den tredje bedste britiske super-mellemvægtsbokser nogensinde.
Han regerede som verdensmester i over fem år, var ubesejret i hans første ti år som professionel, og forblev ubesejret i mellemvægt. Hans verdenstitelskonkurrence mod andre briter Nigel Benn og Michael Watson hjalp britisk boksning med at køre højt i popularitet i 1990'erne, med Eubanks excentriske personlighed, der gør ham til en af de mest genkendelige berømtheder i perioden.
I sine sidste to års boksning udfordrede han den dengang kommende udfordrer Joe Calzaghe for at genvinde sin WBO supermellemvægts-titel, med en sejrlig Calzaghe, der senere hævdede, at det var den hårdeste kamp i hele sin karriere. Eubanks sidste to kampe var imod WBO letsværvægtsmester Carl Thompson, der begge var brutale møder. I rematchen blev Eubank stoppet den første og eneste gang i sin karriere.
Eubank krediteres for sin tapperhed i ringen, hvor han kunne tage betydelige mængder af slag fra hårdtslående boksere på vej til sine sejre og nederlag, og for dette siges han at have en granit kæbe. 
Han har far til den berømte bokser Chris Eubank Jr..